# Ojeong-dong, Bucheon
Ojeong-dong (koreanska: 오정동) är en stadsdel i staden Bucheon i provinsen Gyeonggi i den nordvästra delen av Sydkorea, 17 km väster om huvudstaden Seoul.